# 塔武连特山国家公园

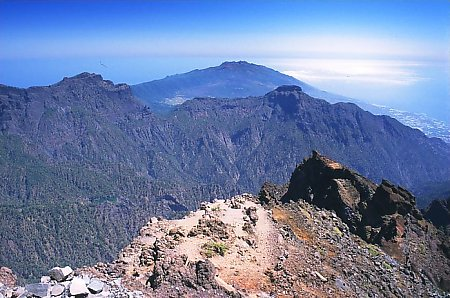
塔武连特山大面积岩壁

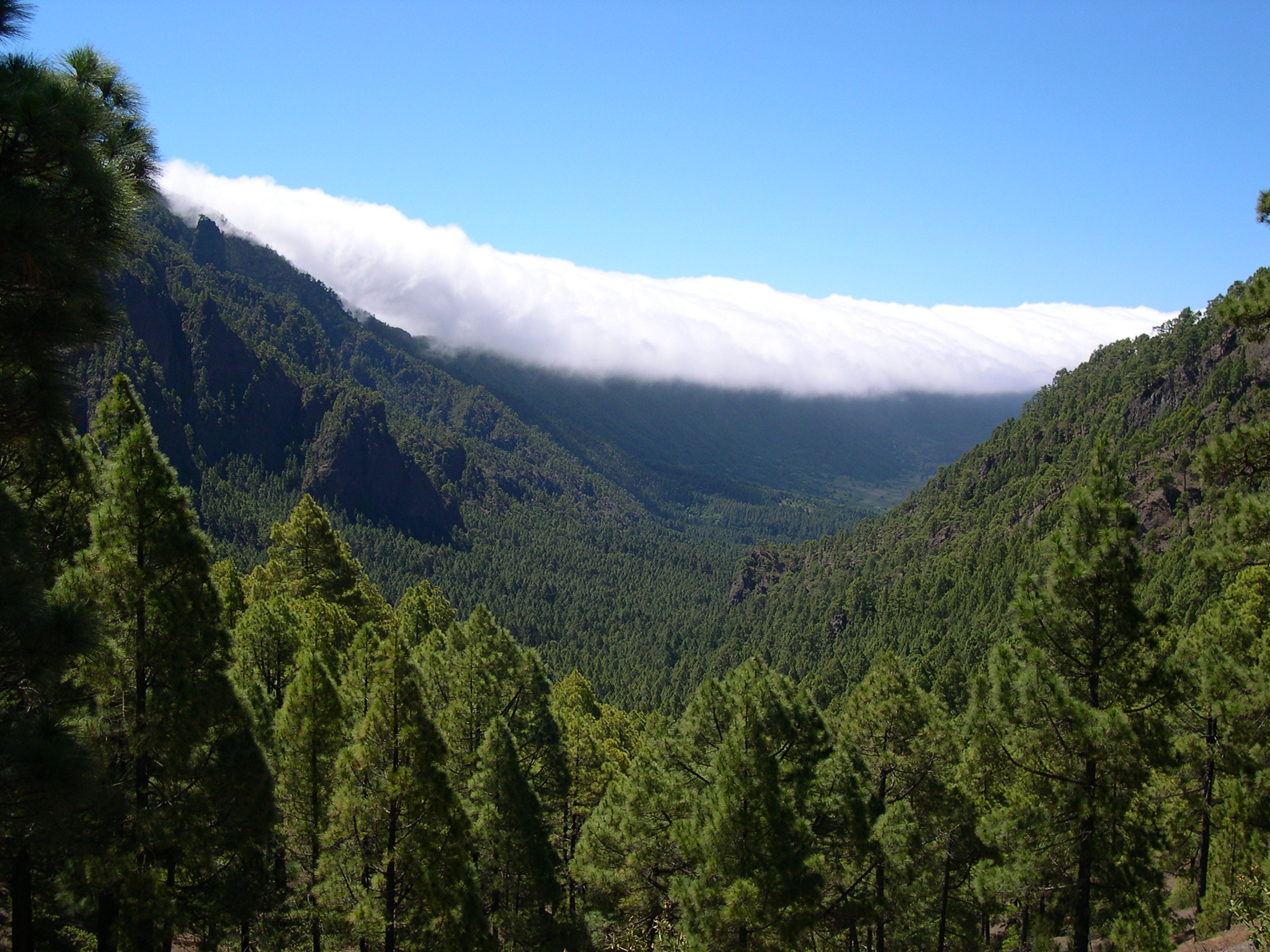
塔武连特山内一个峡谷

塔武连特山国家公园（西班牙語：Parque Nacional de la Caldera de Taburiente）坐落於西班牙加那利群岛拉帕尔马岛，包括绵延宽阔的塔武连特山，该山为占据了岛的北部的一个大型火山。它於1954年成为国家公园。
塔武连特山直径大约为10千米。其最高点为穆查丘斯罗克，海拔2426米，可以通过公路抵达。穆查丘斯罗克天文台的望远镜架设於最高点附近。
15世纪，西班牙征服加那利群岛时期，这里是当地原住民关切人最后抵抗之处。入侵的西班牙人难以攻破此处，他们只好以举行和谈为藉口将关切人首领诱出。
公园里主要的植物为加那利松和濒危物种加那利刺柏。